# Bulbophyllum pleurothallopsis
Bulbophyllum pleurothallopsis är en orkidéart som beskrevs av Rudolf Schlechter. Bulbophyllum pleurothallopsis ingår i släktet Bulbophyllum och familjen orkidéer. Inga underarter finns listade i Catalogue of Life.